# Dongsheng Shuiku
Dongsheng Shuiku (kinesiska: 东升水库) är en reservoar i Kina. Den ligger i provinsen Heilongjiang, i den nordöstra delen av landet, omkring 240 kilometer nordväst om provinshuvudstaden Harbin. Dongsheng Shuiku ligger 146 meter över havet. Arean är 6,0 kvadratkilometer. Trakten runt Dongsheng Shuiku består till största delen av jordbruksmark. Den sträcker sig 3,6 kilometer i nord-sydlig riktning, och 2,4 kilometer i öst-västlig riktning.
Genomsnittlig årsnederbörd är 728 millimeter. Den regnigaste månaden är juli, med i genomsnitt 217 mm nederbörd, och den torraste är januari, med 6 mm nederbörd.